# Carvon
Carvon er en organisk kemisk forbindelse, som tilhører gruppen af terpenoider. Carvon findes i mange æteriske olier, blandt andet i store mængder i olier fra kommen og dild.

## Stereoisomeri og duft
Carvon findes i to spejlbilledstrukturer eller enantiomerer: S-(+)-carvon, der dufter af kommen, og R-(–)-carvon, som dufter af spearmint. Ikke alle enantiomerer har dog så forskellige dufte.

## Forekomst
S-(+)-Carvon udgør hovedbestanddelen (50-70 %) af olien fra kommenfrø (Carum carvi),. Der er næsten lige så stor forekomst (40-60 %) af carvon i dildfrøolie (from Anethum graveolens) og i olie fra mandarinskræl. Mere end 51 % af olien i grøn mynte (Mentha Spicata) er R-(–)-Carvon. Nogle olier indeholder begge enantiomerer. Mange olier indeholder lavere koncentrationer af carvonerne.

## Historie
Kommen blev brugt til medicinske formål af de gamle romere, men carvon blev sandsynligvis først isoleret som en ren forbindelse i 1849 af Franz Varrentrapp. Oprindeligt blev det kaldt carvol. Det blev identificeret som en keton som mindede om limonen, og strukturen blev opklaret af Jegor Jegorowitsch Wagner i 1894.

## Fremstilling
S-(+)-Carvon i næsten helt ren form kan får ved fraktionel destillation af olie fra kommenfrø. R-(–)-carvon fremstilles fra de olier det findes i ved first at danne additionsforbindelse med hydrogensulfid, ødelæggelse af denne forbindelse med kaliumhydroxid i ethanol og destillere produktet i ved dampdestillation. Det kan fremstilles syntetisk fra limonennitrosoklorid der kan omdannes til l-carvoxime, som under kogning med fortyndet svovlsyre resulterer i l-carvon.
Biosyntesen af carvon sker ved oxidation af limonen.

## Anvendelse
Begge carvoner bruges i fødevare- og aromaindustrien. R-(-)-Carvon bruges også til luftfriskende produkter, og, som mange essentielle olier, benyttes olier der indeholder carvon i aromaterapi og alternativ medicin. Carvon benyttes i mange fødevarer og søde sager. Spearmintsmagen i tyggegummi og tandpasta stammer fra l-carvon. Indenfor landbruget benyttes d-carvon til at forhindre for tidlig spiring af kartofler under opbevaring.